# Orazio Mariani
Orazio Mariani, född 21 januari 1915 i Milano, död 16 oktober 1981, var en italiensk friidrottare.
Mariani blev olympisk silvermedaljör på 4 x 100 meter vid sommarspelen 1936 i Berlin.